# May Wright Sewall

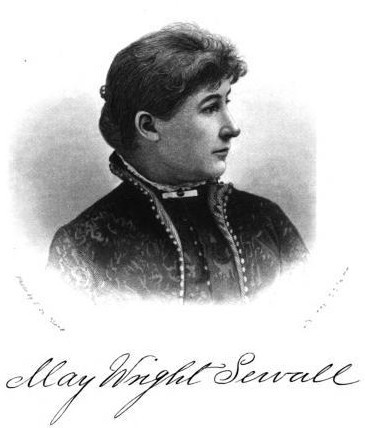
May Wright Sewall

May Wright Sewall, geborene Mary Eliza Wright (geboren am 27. Mai 1844 in Greenfield, Milwaukee County; gestorben am 22. Juli 1920 in Indianapolis) war eine US-amerikanische Frauenrechtlerin sowie Friedens- und Sozialaktivistin.

## Privatleben und Karriere
Mary Eliza Wright war das vierte Kind sowie die zweite Tochter des Lehrers und Farmers Philander Wright und dessen Ehefrau Mary, geborene Brackett. Diese stammten aus Neuengland, hatten in Ohio geheiratet und waren dann nach Wisconsin gezogen. Bereits im Kindesalter hörte sie auf den Namen May. Sie wurde von ihrem Vater in Heimunterricht erzogen, besuchte aber auch lokale Schulen und wurde schließlich Lehrerin. Von 1863 bis 1865 unterrichtete sie im Waukesha County, dann strebte sie nach höherer Bildung und besuchte in Evanston die Frauenschule der späteren Northwestern University. Sie beendete dort 1866 und 1871 zwei Abschlüsse; zwischenzeitlich unterrichtete sie erneut und war auch Grundschulrektorin. Zu ihren Unterrichtsfächern zählten Englisch, Deutsch sowie später Literaturkurse.
Von 1872 bis 1875 war May Wright in erster Ehe mit dem Mathematik- und Wirtschaftslehrer Edwin W. Thompson verheiratet und zog mit ihm nach Indiana, doch er starb am 19. August 1875 an Tuberkulose. In zweiter Ehe von 1880 bis 1895 heiratete sie den Lehrer und Schulgründer Theodore Lovett Sewall, mit dem sie in Indianapolis in gleichberechtigter Partnerschaft zusammenlebte. Das Paar bewegte sich in den oberen Gesellschaftsschichten und empfing regelmäßig Politiker, Künstler und sozial engagierte Mitbürger und Aktivisten. Sie hatte in keiner Ehe Kinder; auch ihr zweiter Mann starb an Tuberkulose.
Bis 1907 unterrichtete Wright-Sewall in der höheren Schule, die ihr zweiter Ehemann mit ihr als Direktorin gegründet hatte, wobei das Schulgebäude allerdings einige Male wechselte. Anders als in traditionellen Mädchenbildungseinrichtungen lag der Fokus des Unterrichts nicht auf musischen Fächern, sondern auf akademischer Bildung und Sprachen. Sewall reformierte an ihrer Schule die Kleiderordnung, indem sie im Vergleich zur damaligen Mode einfachere und bequemere Kleidung sowie Schuhwerk verpflichtend machte. Ferner bot die Schule Sportkurse für Mädchen an sowie als eine der ersten in den USA Unterricht in naturwissenschaftlichen Fächern sowie Haushaltskunde. Die Kurse an Sewalls Schule bereiteten somit den Weg zum Studium vor.
Erst um 1900 kam es zu Konkurrenz mit sich etablierenden öffentlichen Highschools; zudem war Sewall aufgrund ihres bildungsreformerischen Eifers umstritten. Sie tat sich 1905 mit der Stanford-Absolventin 
Anna F. Weaver zusammen, die 1907 die Schule von ihr übernahm, jedoch 1910 schließen musste. Sewall selbst zog 1907 nach Eliot in York County sowie von dort nach Cambridge bei Boston und setzte dort ihre Arbeit für die Frauenrechtsbewegung fort.

## Ehrenämter und Aktivitäten
May Wright Sewall war in Indianapolis für ihre vielfältiges kulturelles und ehrenamtliches Engagement bekannt, das ihren Kritikern zufolge sogar sehr dominant war. Neben einem Contemporary Club, welchen das Ehepaar in der Art eines Salons hielt, gründete sie auch den Frauenclub der Stadt, in welchem die Ehefrau von Gouverneur Thomas A. Hendricks als erste Präsidentin fungierte und der bis heute gesellschaftlich und in gegenseitiger Selbsthilfe aktiv ist. Aus der von Sewall gegründeten Kunstausstellung ging später das Indianapolis Museum of Art hervor. Das dazugehörige Kunstinstitut benannte sie nach dem befreundeten Stifter John Herron. Dieses ist heute als „Herron School of Art and Design“ Teil der Indiana University. Ferner gründete sie das „Indianapolis Propylaeum“ als künstlerisch-kulturelle Begegnungsstätte.

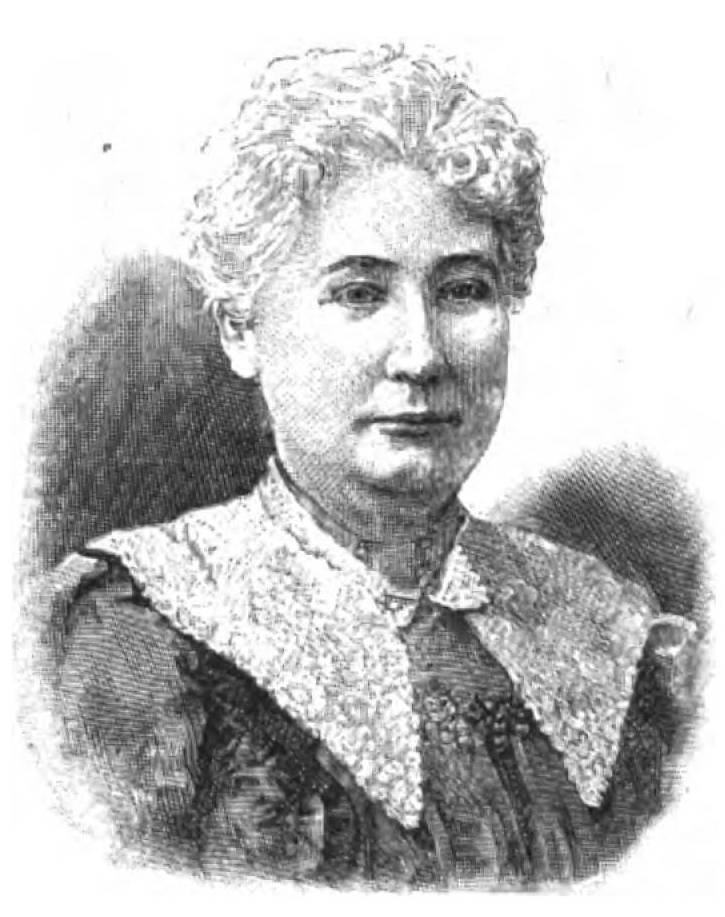
Porträt von May Wright Sewall in Die Gartenlaube 1899 in einem Bericht vom Internationalen Frauenkongress in London

Sewall war bereits seit 1878 als Suffragette aktiv und war zwischen 1880 und 1883 sehr aktive Verfechterin eines Wahlrechts für Frauen, welches zwar schließlich vom Landesparlament beschlossen, jedoch vom Senat von Indiana nicht angenommen wurde. Sewall wandte sich danach der nationalen Ebene zu, um dieses Ziel zu erreichen. Bereits seit 1878 Mitglied, war sie von 1882 bis 1890 Vorsitzende im Exekutivausschuss der National Woman Suffrage Association, die auch auf ihr Betreiben hin in der National American Woman Suffrage Association aufging. Lange trug sich Sewall mit der Idee von Frauenräten (Councils), um Frauen zu organisieren und zu einer gesellschaftlichen Kraft zu vereinen. Nachdem Sewall die prominenten Frauenführerinnen Elizabeth Cady Stanton and Susan B. Anthony von dem Konzept überzeugt hatte, gründeten die Frauen 1888 den National Council of Women of the United States als nationale Dachorganisation der Frauenbewegung und den International Council of Women als internationales Sprachrohr. Die Entwicklung dieser Organisation verlief zunächst trotz Teilnehmerinnen aus mehreren Staaten (darunter Clara Barton, Frances Willard, Antoinette Brown Blackwell, Julia Ward Howe, Lucy Stone) schleppend und nahm erst um die Jahrhundertwende Fahrt auf. In den 1890ern war Sewall darum auch in Europa aktiv, um Unterstützerinnen zu gewinnen. Von 1897 bis 1899 war Sewall Präsidentin der nationalen, danach von 1899 bis 1904 Präsidentin der internationalen Dachorganisation ICW. Dort engagierte sie sich auch als Motor für die Friedensbewegung.
In der 1890 gegründeten Vereinigung der Frauenclubs General Federation of Women's Clubs war sie die erste Vizepräsidentin, wurde aber in ihren Erwartungen enttäuscht, diese Clubs in die Councils hineinführen zu können. Bei dem World's Congress of Representative Women, der 1893 anlässlich der Weltausstellung in Chicago stattfand, war Sewall eine zentrale Organisationsfigur und wurde dabei von Bertha Palmer als radikale Feministin verunglimpft. US-Präsident McKinley sandte sie als Vertreterin der US-Frauen zur Weltausstellung Paris 1900.
1904 wurde Sewall Vorsitzende des stehenden Frauenkomitees für Frieden und bereitete eine Friedenskonferenz vor, die während der Weltausstellung in San Francisco 1915 stattfand. Im selben Jahr schloss sie sich Henry Fords privater Friedensmission nach Europa an, dem Peace Ship, welches im Frühjahr 1917 erfolglos in die USA zurückkehrte. Bald darauf zog sich Sewall untypisch lange aus der Öffentlichkeit zurück.
Erst kurz vor ihrem Tod 1920 gab sie in einem bereits seit 1916 vorbereiteten Buch bekannt, dass sie bereits 1897 keine strenge Unitarierin mehr war, sondern aktiv Spiritismus praktizierte. Dies war zuvor weithin unbekannt gewesen.

## Werke
- The Higher Education of Women (1915)
- The Woman Suffrage Movement in Indiana (1915)
- Women, World War and Permanent Peace (1915)
- Neither Dead Nor Sleeping (1920)

## Ehrungen
- Seit 1923 erinnern am Indianapolis Museum of Art die Laternensäulen Sewall Memorial Torches an ihr Lebenswerk.
- Mit dem May Wright Sewall Leadership Award werden seit 2005 ehrenamtlich tätige Frauen in Indianapolis geehrt.